# IBM PC
IBMs første PC blev kaldt en IBM PC™ og den første blev lanceret 12. august 1981.
IBM PC kunne oprindeligt fås i 2 hovedlinjer:
- IBM PC XT – med Intel 8088, 4,77 MHz 8 bit databus 20 bit adressebus
- IBM PC AT – med Intel 80286, 16 MHz, 16 bit databus 20 bit adressebus

Den kostede f.eks. 75.000 kr. med en lille harddisk (5, 10, 20 MByte) eller ca. 20.000 kr. uden harddisk i 1980'erne.
Styresystemet DOS kunne fås fra flere firmaer, f.eks. via det dengang lille firma Microsoft, som havde købt det af et andet lille firma. IBM PC kunne i starten lave tegngrafik i CGA-opløsning. Pixel-grafik kunne fås ved at installere et sort-hvidt Hercules-grafikkort. I modsætning til de fleste andre hjemmecomputere, var PC'en lang tid om at starte op, da man normalt startede via 8" eller 5-1/4" disketter, men fordelen var at man let kunne opgradere eller køre med et andet styresystem. Andre datidige hjemmecomputere havde deres styresystem lagt fast ind i ROM og startede derfor op på få sekunder.
IBM gjorde deres IBM PC arkitektur åben og den blev efter kort tid kopieret (IBM PC kompatibel) (kloner) over næsten hele kloden og er udbredelsesmæssigt den mest succesfulde i dag.